# Platyscia
Platyscia là một chi bướm đêm thuộc họ Erebidae.